# Alexis Takizala
Alexis Takizala, né le 23 février 1944 en RDC, est un professeur d'université et personnalité politique congolais,.

## Biographie
Alexis Takizala est un non originaire[Quoi ?] adopté dans la culture Katangaise. Il est issu d'une grande famille de la province du Bandundu.
Il a obtenu son doctorat en linguistique à l'Université de Californie à San Diego en 1974. Après avoir vécu cinq ans en Californie, il revient en République Démocratique du Congo (RDC) en 1974 et obtient un poste à l'Université de Lubumbashi,.
Alexis Takizala est actuellement recteur de l'Université Nouveaux Horizons située à Lubumbashi en RDC,.

## Publications
- 1974 - Études de grammaire du Kihungan[8]
- 1999 - Recueil de jurisprudence des cours et tribunaux du Congo[9]
- 2005 - Jurisprudence de la cour d'appel de Lubumbashi en matière de travail de 1990 à 2000[10]
- 2011 - Voyage au pays des oubliés[8],[11]